# Cometa di Halley
La cometa di Halley, il cui nome ufficiale è 1P/Halley, è la più famosa e brillante delle comete periodiche provenienti dal disco diffuso, le quali passano per le regioni interne del sistema solare ad intervalli di decine di anni, a differenza delle migliaia di anni delle comete provenienti dalla nube di Oort. 
È così chiamata in onore di Edmond Halley, che per primo ne predisse il ritorno al perielio calcolandone il periodo orbitale nel 1705, intuendo che si trattava della stessa cometa le cui osservazioni erano state riportate da diversi astronomi del passato, almeno dal 240 a.C. in poi.
La cometa di Halley è il prototipo di comete caratterizzate da periodi orbitali compresi tra i 20 ed i 200 anni ed orbite che possono presentare inclinazioni elevate rispetto al piano dell'eclittica.
L'ultimo passaggio al perielio della cometa di Halley è stato nel 1986; il prossimo sarà nel 2061.

## Prime fonti scritte
Uno dei primi riferimenti storici possibili è rintracciabile nella testimonianza di Plinio il Vecchio nel suo trattato Naturalis historia, dove in una più ampia trattazione cosmologica sui corpi celesti, presumibilmente riguardo alla cometa Halley cita così: “[…] Nel complesso, è un genere di stelle che porta il terrore con sé e non si placa facilmente; come al tempo delle guerre civili, sotto il consolato di Ottavio [87 a.C.]”. 
Altra fonte è riscontrabile nel testo ebraico Talmud. Qui un passaggio afferma che "esiste una stella che appare una volta ogni settanta anni, e rende confusa la volta celeste inducendo in errore i capitani delle navi". 
Dal momento che quest'affermazione è attribuita al rabbino Joshua ben Hananiah, se davvero fosse un riferimento alla cometa di Halley, si riferirebbe probabilmente al perielio dell'anno 66, unico avvenuto durante la sua vita; esso probabilmente indusse gli israeliti ad una rivolta generalizzata che sfociò nella prima guerra giudaica e nella distruzione del tempio di Gerusalemme il 9 Av del 70 d.C., operata come ritorsione dalle legioni romane dell'imperatore romano Tito Flavio Vespasiano.

### Epoca scientifica
Edmond Halley portò degli studi sulla cometa nella sua fase scientifica. Egli si accorse che le caratteristiche della cometa del 1682 erano simili a quelle della cometa apparsa nel 1531 — di cui dà notizia Pietro Apiano — e nel 1607, osservata da Giovanni Keplero a Praga. Halley concluse che tutte e tre le comete erano lo stesso oggetto che ritornava visibile agli astronomi ogni 76 anni. Dopo una stima approssimativa delle perturbazioni che la cometa doveva sostenere a causa dell'attrazione dei pianeti, nelle sue Tabulae Astronomicae ne predisse il ritorno per la fine del 1758 o per l'inizio del 1759.
Halley aveva ragione. La cometa fu vista per la prima volta la notte di Natale del 1758 da Johann Georg Palitzsch e passò al perielio il 13 marzo 1759; l'attrazione di Giove e Saturno causò un ritardo di 618 giorni, come calcolato rigorosamente dal matematico Alexis Clairault prima del ritorno della cometa. Halley però non visse abbastanza per vedere confermati i suoi risultati, morendo nel 1742.

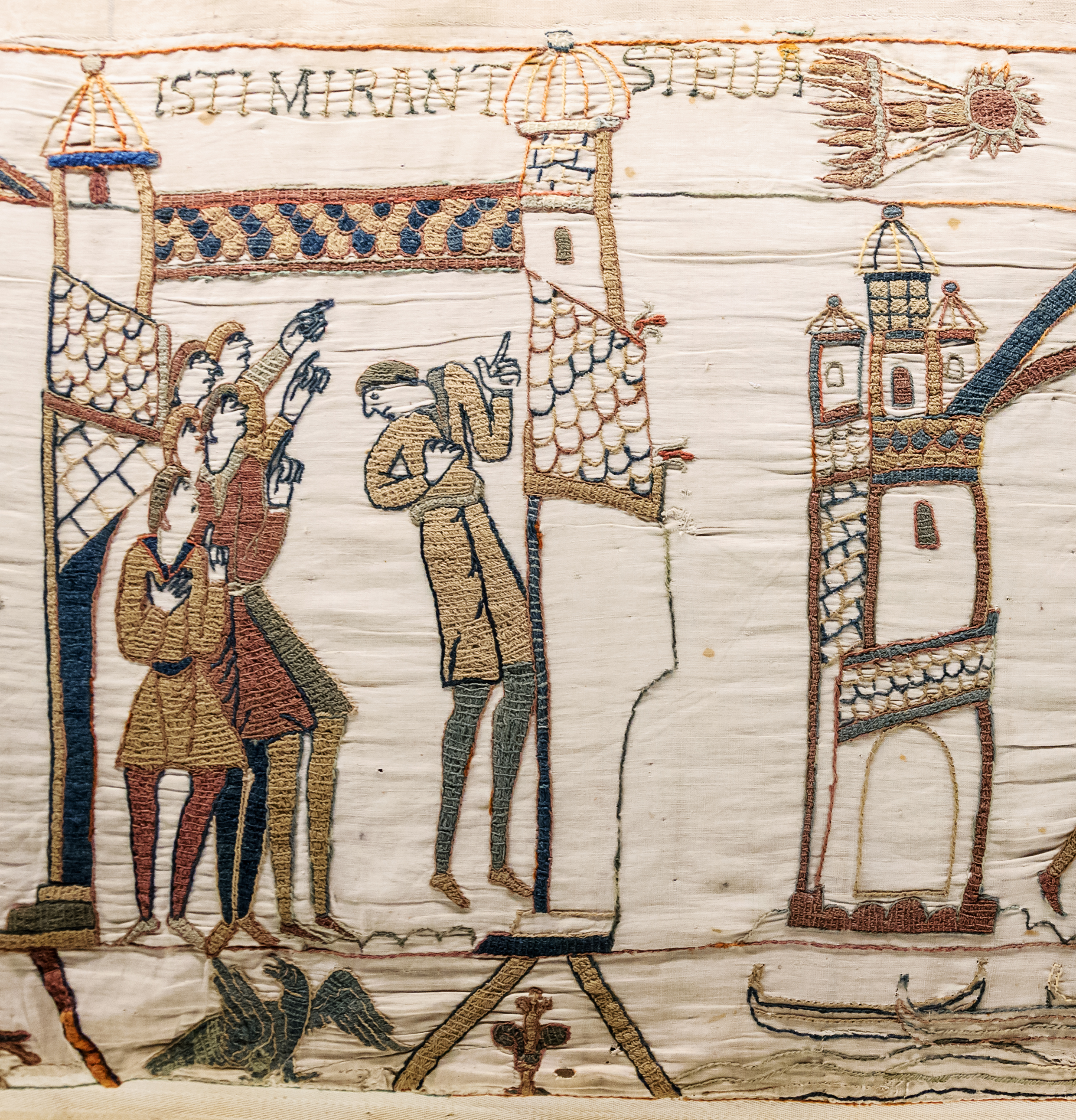
La cometa di Halley nell'Arazzo di Bayeux.

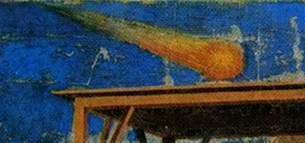
La cometa di Halley nell'affresco di Giotto a Padova.

I calcoli di Halley permisero di individuare le prime apparizioni della cometa nella documentazione storica:
- Quando fu osservata nel 1456, passò molto vicino alla Terra; la sua coda si estese su 60º nel cielo, e prese la forma di una scimitarra.
- Nel 1066 si pensò fosse un presagio: più tardi quell'anno Aroldo II d'Inghilterra morì nella Battaglia di Hastings. È rappresentata sull'Arazzo di Bayeux, e i resoconti giunti fino a noi la descrivono quattro volte la grandezza luminosa di Venere, e una luce uguale ad un quarto di quello della Luna.
- Nell'Adorazione dei Magi di Giotto, affresco della Cappella degli Scrovegni a Padova, è visibile una stella cometa poggiata sulla capanna dove ha luogo la Natività. Presumibilmente l'idea di dipingere una cometa piuttosto che la classica stella dalla quale si diramano tre punte, simbolo Trinitario, è nata dalla visione della Cometa di Halley alla quale lo stesso Giotto avrebbe assistito tra il 1301-1302.
- Si è calcolato che la Cometa di Halley passò a sole 0,0342 au (5 120 000 km) dalla Terra nell'837, quando la sua coda andò quasi da un orizzonte all'altro. Tale avvicinamento è il più stretto degli ultimi 2000 anni.

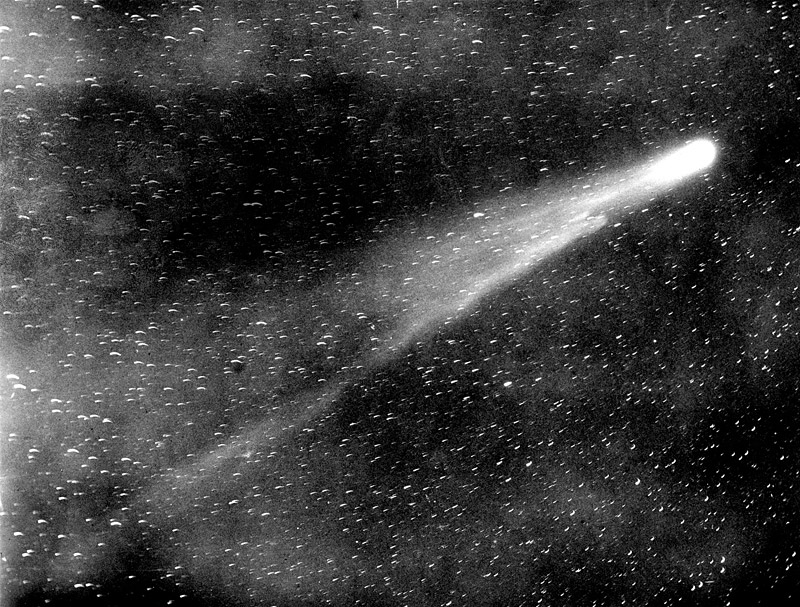
Foto del passaggio della cometa di Halley nel 1911.

L'arrivo del 1910 è stato particolarmente rilevante per molte ragioni: non solo è la prima orbita della cometa per cui esistono fotografie, ma è stato anche un passaggio relativamente ravvicinato alla Terra (0,15 au (22 000 000 km) il 20 maggio 1910), ha creato spettacolari vedute, e la Terra è passata attraverso la sua coda. Il 13 gennaio di quell'anno, Tolstoj scrisse in merito nel Diario:
L'incontro del 1986 è stato meno favorevole per le osservazioni: la cometa non ha raggiunto la luminosità degli incontri precedenti, e, con l'aumento dell'inquinamento luminoso dovuto all'urbanizzazione, molte persone non l'hanno vista affatto. Comunque, lo sviluppo del viaggio spaziale ha dato agli scienziati l'opportunità di studiare una cometa da vicino, e molte sonde furono lanciate con tale obiettivo. La più spettacolare è stata la sonda Giotto, lanciata dall'Agenzia spaziale europea, che è passata vicino al nucleo della cometa. Altre sonde sono state Vega 1 e Vega 2 dell'Unione Sovietica, le due sonde giapponesi, Suisei e Sakigake e la sonda statunitense ICE.
Loren Eiseley in un suo articolo pubblicato su Horizon, raccontando del passaggio della cometa di Halley osservata da bambino tra meravigliati spettatori digiuni di scienza, parla del padre che lo teneva in braccio sussurrandogli all'orecchio che lo spettacolo del passaggio della cometa sarebbe stato replicato soltanto dopo sessantacinque anni e che in quel tempo futuro avrebbe dovuto provare a ricordare quella stupefacente primavera del 1910. Nell'articolo Eiseley usa questa immagine per riflettere sullo spazio infinito e sulla cella del tempo dove è imprigionata la vita, da quella del maggiolino a quella dell'uomo, arrivando alla vita delle stesse comete, definite satelliti eccentrici. Nell'incipit dell'articolo Eisely cita un'osservazione del poeta Nikos Kazantzakis: «Un nome è una prigione, Dio è libero».
La cometa di Halley ritornerà nel 2061.

Orbita della cometa di Halley (in grigio)

## Designazione astronomica
I seguenti paragrafi stabiliscono la nomenclatura astronomica dei principali avvistamenti della cometa di Halley. Per esempio, "(1P/1982 U1, 1986 III, 1982i" indica che per il perielio del 1986, la cometa di Halley era la prima cometa ad orbita periodica riconosciuta dall'astronomia (designata 1P) e che questa apparizione venne fatta per la prima volta nella "quindicina" U (la prima metà del mese di novembre) nel 1982 (ottenendo così 1P/1982 U1); che era stata la terza cometa a passare il suo perielio nel 1986 (1986 III); e che era la nona cometa avvistata nel 1982, con (designazione provvisoria 1982i). Sono mostrate le date del perielio di ogni apparizione, e spesso vengono allegate curiosità e nome del principale studioso o astronomo che le ha osservate. Bisogna evidenziare che le date del perielio più antiche sono approssimative, soprattutto per l'incertezza nel modello di traiettoria indotta da effetti non gravitazionali, come ad esempio l'aumento di potenza propulsiva causato dai gas eiettati, in rapporto ai cicli delle macchie solari. Infatti le date di previsione del passaggio di questa cometa posso variare.

### Storia

#### Prima dell'era cristiana
- 240 a.C., 25 maggio (calendario giuliano prolettico) - Primo passaggio noto della cometa di Halley al perielio, che viene osservata da astronomi cinesi della dinastia Qin nel 239 a.C., e per la prima volta documentata in forma scritta nel testo Shiji del 90 a.C. come "una stella a spazzola che appare a oriente e in seguito si sposta verso il nord"; "infine la cometa viene vista nel mese lunare, da maggio 24 a giugno 23 a occidente, per dopo sparire sotto l'orizzonte" (descrizione che combacia con l'orbita prevedibile al computer per Halley)[9]. (Attualmente catalogata come evento astronomico 1P/−239 K1).
- 164 a.C., 12 novembre - Secondo passaggio noto della cometa di Halley al perielio, registrato negli annali cinesi come una cometa qualsiasi, (evento astronomico 1P/−163 U1)
- 87 a.C., 6 agosto - Terzo passaggio noto al perielio, registrato negli annali come una cometa qualsiasi. (1P/−86 Q1).
- 12 a.C., 10 ottobre - Quarto passaggio noto al perielio; secondo alcuni credenti, si tratterebbe della Stella di Betlemme, (1P/−11 Q1).

#### Primo millennio
- 66 d.C., 25 gennaio (calendario giuliano) - Quinto passaggio noto al perielio; forse ispirò la rivolta ebraica del 66-73 d.C. (1P/66 B1).
- 141, 22 marzo - Sesto passaggio noto della cometa di Halley al perielio (1P/141 F1).
- 218, 17 maggio - Settimo passaggio noto al perielio. (1P/218 H1)
- 295, 20 aprile - Ottavo passaggio di Halley registrato. (1P/295 J1)
- 374, 16 febbraio - Nono passaggio della cometa di H. negli annali (1P/374 E1)
- 451, 28 giugno - X passaggio. Coincide con la sconfitta di Attila a Chalons, alla battaglia dei Campi Catalaunici. (1P/451 L1)
- 530, 27 settembre - XI passaggio noto di Halley al perielio (1P/530 Q1)
- 607, 15 marzo - XII passaggio (e poco visibile) passaggio di Halley al perielio, registrato soltanto in annali cinesi (1P/607 H1)
- 684, 2 ottobre - XIII passaggio, ampiamente documentato nelle cronache di Norimberga, dove si trova la più antica raffigurazione di una cometa. (1P/684 R1).
- 760, 20 maggio - XIV passaggio noto al perielio, registrato in annali cinesi ed europei. (1P/760 K1).
- 837, 28 febbraio - XV passaggio, nelle cronache cinesi della Dinastia Tang e europee. (1P/837 F1) - 10 aprile - Massimo avvicinamento noto della Halley al pianeta Terra, a soli 5,1 milioni di km.
- 912, 18 luglio - XVI passaggio noto, registrato in annali europei e cinesi. (1P/912 J1).
- 989, 5 settembre - XVII passaggio, in annali europei e cinesi; si temeva annunciasse la fine del mondo. (1P/989 N1).

#### Secondo millennio
- 1066, 20 marzo - XVIII passaggio, registrato in annali europei e cinesi; il più celebre avvistamento fino ai tempi di Halley. La cometa è raffigurata nell'Arazzo di Bayeux, eseguito per festeggiare la battaglia di Hastings. (1P/1066 G1)
- 1145, 18 aprile - XIX passaggio al perielio. (1P/1145 G1)
- 1222, 28 settembre - XX passaggio al perielio. (1P/1222 R1)
- 1301, 25 ottobre - XXI passaggio noto al perielio. (1P/1301 R1) - Probabilmente il pittore Giotto osservò questa cometa e la raffigurò come Stella di Betlemme nell'affresco dell'Adorazione dei Magi nella Cappella degli Scrovegni di Padova (del 1303-1305 circa).
- 1378, 10 novembre - XXII passaggio noto. (1P/1378 S1)
- 1456, 9 giugno - XXIII passaggio noto al perielio; poco prima Halley era passata molto vicino alla Terra: la sua coda si estendeva per 60º nel cielo, assumendo la forma di una scimitarra, e generò grandi terrori in Europa, dal momento che Costantinopoli era stata conquistata tre anni prima dai Turchi, e si temeva che annunciasse nuovi trionfi islamici, soprattutto nell'assedio di Belgrado; per questo papa Callisto III (da quanto riferito da Pierre Simon Laplace) ordinò alla cristianità una serie di preghiere e digiuni propiziatori. (1P/1456 K1). La cometa venne osservata dall'astronomo Regiomontano che ne tracciò accuratamente orbita, ascensione retta e posizioni angolari reciproche dei vari pianeti giorno per giorno.
- 1531, 26 agosto - XXIV passaggio noto, accuratamente osservato dagli astronomi Girolamo Fracastoro e Pietro Apiano, che segnalarono come la coda cometaria si estenda sempre nella direzione opposta al Sole. (1P/1531 P1)
- 1607, 27 ottobre (calendario gregoriano) - XXV passaggio noto, osservato da molti astronomi, tra questi il tedesco Giovanni Keplero. (1P/1607 S1)
- 1682, 15 settembre - XXVI passaggio noto, osservata dallo stesso astronomo Edmund Halley, che la collega matematicamente ai tre precedenti passaggi. (1P/1682 Q1)
- 1758, 25 dicembre - XXVII passaggio noto (Halley lo aveva previsto per il 1756), ma alla data era già noto l'effetto gravitazionale dei pianeti Giove e Saturno, che si trovavano in congiunzione, rallentando l'orbita della cometa, ma dal momento che grazie al calcolo integrale (inventato da Isaac Newton) si poteva prevedere scientificamente il passaggio della cometa in quella data[10]. (evento 1P/1758 Y1)
- 1835, 16 novembre - XXVIII passaggio noto. (evento 1P/1835 P1,1835 III)
- 1910, 20 aprile - XXIX passaggio noto La cometa era stata localizzata telescopicamente sin dall'11 settembre 1909, per questo è classificata con diversi anni. Giovanni Pascoli pubblica sulla rivista Marzocco l'inno Alla cometa di Halley. (1P/1909 R1, 1910 II, 1909c)
- 1986, 9 febbraio - XXX passaggio noto, la cometa è fotografata da innumerevoli telescopi, e la sua coda di gas è attraversata dalla sonda spaziale europea Giotto. (1P/1982 U1, 1986 III, 1982i)

#### Terzo millennio
- Il prossimo passaggio al perielio si prevede il 28 luglio 2061. Il 9 dicembre 2023 è stato raggiunto il passaggio all'afelio[11]. Il 9 settembre del 2060 passerà a 0,98 unità astronomiche (147 000 000 km) da Giove, questo causerà il periodico aumento della distanza del perielio, passando da 0,587 au (87 800 000 km) a 0,593 au (88 700 000 km), con decremento del periodo orbitale da 76,01 a 74,41 anni. Per il 29 luglio 2061 si calcola un passaggio a 0,48 au (72 000 000 km). Per il 21 agosto 2061 si calcola un passaggio a 0,05 au (7 500 000 km) da Venere.[9]

Nota: Le date di perielio dal 1607 in poi sono espresse con il calendario gregoriano, mentre le date dei perieli del 1531 ed anteriori sono nel calendario giuliano.

## Sciami meteorici collegati alla cometa
La cometa di Halley è una delle poche comete che dà origine a due distinti sciami meteorici: le Eta Aquaridi (inizio maggio) e le Orionidi (ottobre).
Oggi l'orbita della cometa di Halley passa a una tale distanza dalla Terra da non consentire a nuovi meteoroidi di raggiungere la nostra atmosfera: le meteore che vediamo sono dovute alle polveri staccatesi dalla cometa di Halley negli ultimi 2 millenni.

## La cometa di Halley nella cultura di massa
Letteratura
- Nel gennaio 1910 Giovanni Pascoli pubblica sulla rivista Il Marzocco l'inno Alla cometa di Halley in seguito alla pubblicazione, sulla stessa rivista, di un articolo intitolato L'esilio di Dante e la cometa di Halley da parte di Robert Davidsohn[12].
- Lo scrittore Sebastiano Vassalli pubblica nel 1984 La notte della cometa - Il romanzo di Dino Campana dove, in un capitolo, descrive le reazioni dei fiorentini nella notte tra il 18 e il 19 maggio 1910.
- Nel 1985 il poeta vicentino Fernando Bandini pubblica il poemetto Il ritorno della cometa, con illustrazioni di Farina (poi ripubblicato in una successiva raccolta poetica di Fernando Bandini, Santi di dicembre, Milano, Garzanti, 1994).
- Il romanzo di Arthur C. Clarke 2061: Odissea tre (1987) include una descrizione dettagliata di una missione con equipaggio sulla cometa di Halley.
- In Nel cuore della cometa, un romanzo del 1987 di Gregory Benford e David Brin, una squadra multinazionale colonizza la cometa di Halley, costruendo un habitat dentro il ghiaccio.

Cinema
- Nel film Il mistero di Bellavista (1985), i protagonisti, osservando il passaggio della Cometa di Halley, credono di assistere a un omicidio.
- Nel film Space Vampires (1985) di Tobe Hooper, la cometa di Halley ha sulla sua scia una gigantesca astronave aliena.
- Nel film Lupin III - La leggenda dell'oro di Babilonia (1985) si racconta la storia di un'aliena estremamente longeva che viene trasportata sulla terra dalla Cometa di Halley allo scopo di recuperare un grande tesoro.
- Nel film Rosso sangue (1986) di Leos Carax la cometa di Halley provoca improvvise ondate di calore e di freddo.
- Il titolo del film messicano Halley del 2012 è ispirato dalla cometa, vista come il segno della ciclicità della vita umana.[13] Nei dialoghi, tuttavia, non ve n'è alcun riferimento esplicito.
- Nel film Le avventure di Mark Twain (1985) il protagonista trascorre gli ultimi giorni della sua vita aspettando la cometa

Televisione
- Nel 1966 nell'episodio La fine del mondo della serie televisiva statunitense Kronos - Sfida al passato, ambientato nel 1910, i protagonisti tentano di convincere gli abitanti di una cittadina degli USA che la Cometa di Halley, luminosissima in cielo, non colpirà la Terra.
- Il passaggio della cometa di Halley nel 1910 viene trattato nell'episodio La coda di Halley di Doraemon, pubblicato come fumetto nel luglio 1984 e trasmesso in TV come cartone animato il 21 dicembre dello stesso anno. L'episodio è ispirato al romanzo per ragazzi Kūki no nakunaru hi (空気のなくなる日?) di Masaji Iwakura del 1947.
- Nella puntata di Futurama del 2004 Crimini del caldo (trasmessa negli USA come Crimes of the hot nel 2002) la cometa di Halley viene utilizzata come fonte di ghiaccio per contrastare il riscaldamento globale del pianeta Terra.

Musica
- Nel 1984 Mario Castelnuovo pubblica un singolo il cui lato B contiene un brano intitolato Halley.
- Al Festival di Sanremo 2010, Irene Grandi partecipa con la canzone La cometa di Halley scritta da Francesco Bianconi.
- La cantante statunitense Billie Eilish ha pubblicato nel suo album del 2021 Happier than Ever un brano intitolato Halley's Comet[14].

Software

Il passaggio della cometa del 1986 ispirò alcuni videogiochi e alcuni software di astronomia, come Halley's Comet on Your Home Computer della S&T Software.
- The Halley Project (1985), per vari computer
- The Comet Game (1986), per vari computer
- Halley's Comet (1986), arcade